# Morton Selten
Morton Richard Selten Stubbs, né le 6 janvier 1860 à Marlborough (Wiltshire, Angleterre) et mort le 27 juillet 1939 à Londres, est un acteur anglais, connu comme Morton Selten (parfois crédité Morton Selton).

## Biographie
Très actif au théâtre durant sa carrière, Morton Selten se produit notamment à Londres et à Broadway (New York) dès les années 1880. Il apparaît pour la première fois sur les planches new-yorkaises dans Shenandoah de Bronson Howard (1889-1890, avec Effie Shannon) et la dernière fois dans Humpty Dumpty d'Horace Annesley Vachell (1918, avec Beryl Mercer et Elizabeth Risdon). Entretemps, citons Mademoiselle Josette, ma femme de Paul Gavault et Robert Charvay (1907, avec Billie Burke et Ferdinand Gottschalk) et La Gamine de Pierre Veber et Henry de Gorsse (1911, avec Billie Burke et C. Aubrey Smith).
À Londres, mentionnons la pièce Honours Easy de Roland Pertwee (en) (1930, avec Ann Todd et Diana Wynyard) et la comédie musicale Nymph Errant (en) de Cole Porter (1933-1934, avec Gertrude Lawrence et Queenie Leonard).
Au cinéma, il débute dans deux films muets britanniques sortis respectivement en 1920 et 1925. Puis, durant la période du parlant, suivent vingt-trois autres films britanniques à partir de 1931, dont Service for Ladies d'Alexander Korda (1932, avec Leslie Howard et Elizabeth Allan), Fantôme à vendre de René Clair (1935, avec Robert Donat et Jean Parker) et L'Invincible Armada de William K. Howard (1937, avec Flora Robson et Raymond Massey).
Morton Selten meurt à Londres d'une crise cardiaque en 1939, à 79 ans, durant la post-production de son dernier film, Le Voleur de Bagdad de Ludwig Berger et autres (avec Sabu et Conrad Veidt), sorti en 1940.

## Théâtre

### Angleterre (sélection)
- 1926-1927 : Merely Molly de J. Hastings Turner
- 1930 : Honours Easy de Roland Pertwee (en) : Colonel Bagnall
- 1930 : Petticoat Influence de Neil Grant : Lord Algernon Raytoun
- 1931 : Counsel's Opinion de Gilbert Wakefield : Willock
- 1931-1932 : The Cat and the Fiddle d'Otto Harbach
- 1932-1933 : Wenn die kleinen Veilchen blühen (Wild Violets), opérette, musique de Robert Stolz, nouveaux lyrics de Desmond Carter, livret adapté par Bruno Hardt-Warden, lumières et mise en scène d'Hassard Short : Algernon Rutherford
- 1933-1934 : Nymph Errant (en), comédie musicale, musique et lyrics de Cole Porter, livret et mise en scène de Romney Brent, chorégraphie d'Agnes de Mille : Comte Hohenadelborn-Mantalini

### Broadway (intégrale)

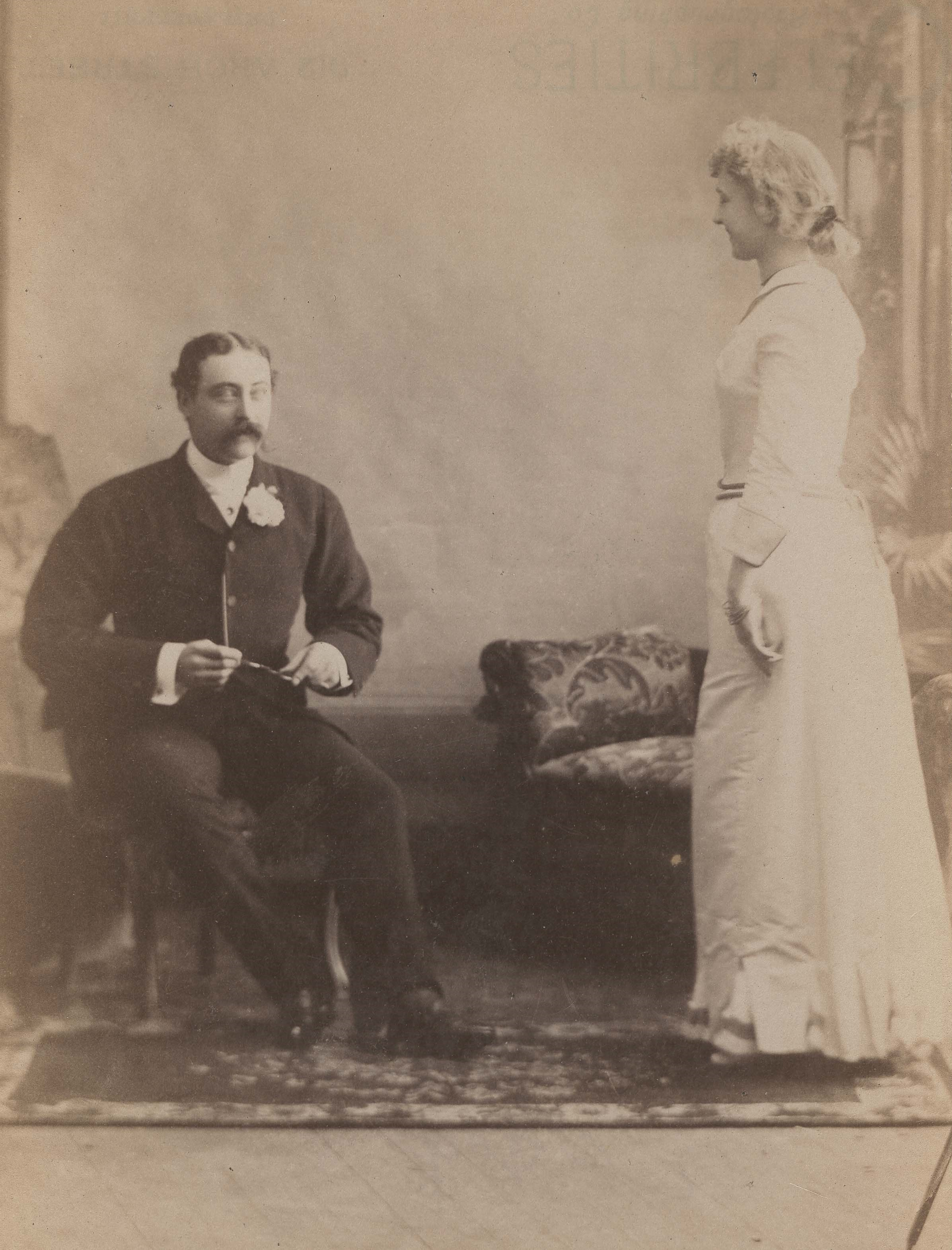
Morton Selten et Effie Shannon en 1889-1890 à Broadway, dans Shenandoah

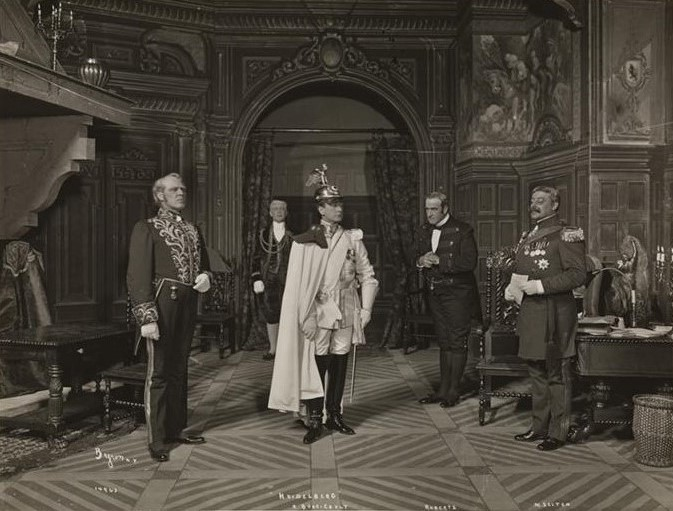
Heidelberg (Broadway, 1903), avec Aubrey Boucicault au centre et Morton Selten, son valet

- 1889-1890 : Shenandoah de Bronson Howard : Capitaine Heartsease
- 1892 : Captain Lettarblair de Marguerite Merington : Francis Merivale
- 1893 : Sheridan de Paul M. Potter : Capitaine Lord Lochinvar
- 1894 : The Victoria Cross de Paul M. Potter
- 1896 : An Enemy to the King de Robert Neilson Stephens : De Berquin
- 1897 : Change Alley de Louis N. Parker et Murray Carson : Jack Spurway
- 1899 : The King's Musketeer d'Henry Hamilton, d'après Les Trois Mousquetaires d'Alexandre Dumas : Louis XIII
- 1899 : The Song of the Sword de Leo Ditrichstein
- 1900 : Her Majesty, the Girl Queen of Nordenmark de Joseph I. C. Clarke
- 1901 : Unleavened Bread de Leo Ditrichstein
- 1902 : Her Lord and Master de Martha Morton
- 1902 : Hearts Aflame de Genevieve Greville Haines
- 1903 : Heidelberg d'Aubrey Boucicault (en) : Lutz, valet du prince Karl Heinrich
- 1903 : The Taming of Helen de Richard Harding Davis
- 1904 : Man Proposes d'Ernest Denny
- 1904 : La Dame aux camélias (Camille) d'Alexandre Dumas (fils)
- 1904 : Yvette de Pierre Berton, d'après la nouvelle éponyme de Guy de Maupassant, adaptation de Cosmo Gordon Lennox
- 1907 : Mademoiselle Josette, ma femme (My Wife) de Paul Gavault et Robert Charvay, adaptation de Michael Morton
- 1908-1909 : El gran Galeoto (The World and His Wife) de José Echegaray, adaptation de Charles Frederick Nirdlinger, mise en scène et production de William Faversham : Capitaine Beaulieu
- 1909 : The Barber of New Orleans d'Edward Childs Carpenter, mise en scène et production de William Faversham
- 1909 : Hérode (Herod) de Stephen Phillips : Phéroas
- 1910 : Smith de William Somerset Maugham : Herbert Dallas-Baker
- 1911 : La Gamine (The Runaway) de Pierre Veber et Henry de Gorsse, adaptation de Michael Morton
- 1912-1913 : The « Mind-the-Paint » Girl d'Arthur Wing Pinero, musique de scène de Jerome Kern : Lionel Roper
- 1913 : The Amazons d'Arthur Wing Pinero : Révérend Roger Minchin
- 1914 : The Legend of Leonora de J. M. Barrie : Sir Roderick Peripety
- 1916 : The Little Minister de J. M. Barrie, d'après son roman éponyme
- 1916-1917 : A Kiss for Cinderella de J. M. Barrie : Richard Bodie[1]
- 1918 : Humpty Dumpty d'Horace Annesley Vachell

## Filmographie

### Période du muet (intégrale)
- 1920 : Branded (en) de E. H. Calvert : Marquis de Shelford
- 1925 : Petite Chérie (en) (Somebody's Darling) de George A. Cooper (en) : rôle non spécifié

### Période du parlant (sélection)
- 1932 : Service for Ladies d'Alexander Korda : M. Robertson
- 1932 : Maryrose et Rosemary (Wedding Rehersal) d'Alexander Korda : Major Harry Roxbury
- 1933 : Falling for You (en) de Robert Stevenson et Jack Hulbert : Caldicott
- 1934 : The Diplomatic Lover (en) d'Anthony Kimmins : Sir Charles
- 1935 : Fantôme à vendre (The Ghost Goes West) de René Clair : Glourie
- 1935 : Once in a New Moon (en) d'Anthony Kimmins : Lord Bravington
- 1935 : Moscow Nights d'Anthony Asquith : Général Kovrin
- 1935 : Ten Minute Alibi (en) de Bernard Vorhaus : Sir Miles Standish
- 1935 : Annie, Leave the Room! (en) de Leslie S. Hiscott : Lord Spendlove
- 1935 : His Majesty and Company (en) d'Anthony Kimmins : le roi de Poldavie
- 1935 : Dark World (en) de Bernard Vorhaus : le colonel
- 1936 : Juggernaut d'Henry Edwards : Sir Charles Clifford
- 1936 : Two's Company (en) de Tim Whelan : Comte de Werke
- 1936 : In the Soup (en) d'Henry Edwards : Abernethy Ruppershaw
- 1937 : L'Invincible Armada (Fire Over England) de William K. Howard : Lord Burleigh
- 1937 : Action for Slander (en) de Tim Whelan : le juge Trotter
- 1938 : Le Divorce de Lady X (The Divorce of Lady X) de Tim Whelan : Lord Steele
- 1938 : Vive les étudiants (A Yank at Oxford) de Jack Conway : Cecil Davidson
- 1939 : Shipyard Sally (en) de Monty Banks : Lord Alfred Randall
- 1939 : Young Man's Fancy (en) de Robert Stevenson : Fothergill
- 1940 : Le Voleur de Bagdad (The Thief of Bagdad) de Ludwig Berger et autres : le vieux roi

## Note et référence
1. ↑  Rôle repris par Henry Vibart dans l'adaptation au cinéma de 1925, sous le même titre.